# Luna fatale
Luna fatale est la cent-quatrième histoire de Spirou et Fantasio, par Tome (scénario) et Janry (dessin). Elle est publiée pour la première fois dans le Journal de Spirou en 1995, puis éditée dans l'album n° 45 de la série. C'est le treizième et avant-dernier album réalisé par les auteurs pour la série.

## Univers

### Synopsis
A New-York, Don Vito Cortizone, redevenu le Capo de la mafia de Little Italy, poursuit la guerre impitoyable qu'il se livre avec ses ennemis jurés, les triades de Chinatown. Ces dernières ont une arme secrète : un puissant philtre d'amour, qui rend tous les mafiosi italiens fous d'une femme, Soupir-de-Jade, au point de trahir et de s'entre-tuer. Démuni face à ce nouveau sortilège, Cortizone cherche à tout prix le moyen d'en percer le secret et pense que la solution viendra d'un homme qui n'a jamais succombé à l'amour, un célibataire endurci, Spirou.
De l'autre côté de l'Atlantique, Spirou s'est arrêté au bord d'une bretelle d'autoroute pour venir en aide à une belle jeune femme victime d'une crevaison. Très aguicheuse, celle-ci lui propose de faire plus ample connaissance pour le remercier mais Spirou l'éconduit car il doit se rendre au vernissage de la première exposition photographique de Fantasio. Lors de la fête qui s'ensuit, les deux héros sont abordés par trois mannequins new-yorkaises ; Fantasio succombe rapidement aux charmes d'Anna et de Silvia tandis que Spirou, plus réservé, résiste tant bien que mal aux avances pressantes de Bomba. Le manège est soudainement interrompu par une quatrième jeune femme, de mèche avec les autres, qui menace Spirou avec une arme. Il a le temps de reconnaître la fille de l'autoroute avant d'être drogué et enlevé.
Spirou, Fantasio et Spip se réveillent dans la cave d'un restaurant italien de New-York. Ils tentent de s'échapper en boxant Cortizone et son lieutenant Raulo Calvino venus leur ouvrir, mais ils sont stoppés net par la fille de l'autoroute. Spirou découvre enfin son identité : il s'agit de Luna, la fille unique de Vito. Celui-ci expose son problème aux héros et demande de l'aide à Spirou qui, sans surprise, refuse. L'ayant anticipé, le parrain fait attacher un collier explosif autour du cou de Fantasio. Désormais Spirou n'a plus le choix : il a cinquante-six heures pour infiltrer les triades et découvrir le secret du philtre d'amour avant que la tête de Fantasio n'explose. Il tente bien dans une ultime bagarre de s'emparer la clef du collier, mais Cortizone l'avale pour l'en empêcher.
Grimé en parfait mafioso, costume blanc, borsalino et lunettes noires Ray Bano, Spirou se rend auprès de son contact pour remonter jusqu'à Soupir-de-Jade, l'agence matrimoniale Kuh-Pi-Dong. Pendant ce temps, Luna a une violente dispute avec son père, auquel elle reproche ses méthodes. A Chinatown, Spirou est piégé et se retrouve face à un gigantesque guerrier, Montagne-de-Riz, qu'il parvient néanmoins à terrasser. Poursuivant ses investigations, il manque plusieurs fois d'être tué mais est toujours sauvé in extremis par quelqu'un qui élimine ses assaillants. Infiltré au cœur du Q.G. des triades, il découvre que son mystérieux ange gardien n'est autre que Luna. S'ensuit un vif échange entre Spirou l'idéaliste, qui ne veut jamais de sang sur les mains, et Luna la réaliste pour qui la fin, protéger ceux qu'elle aime, justifie les moyens, y compris tuer de sang froid.
Spirou finit par demander à Luna de lui donner son arme, lui promettant de la protéger à sa façon. Hésitante, elle accepte à une condition : qu'il l'embrasse d'abord, pour lui prouver qu'elle peut avoir confiance. Spirou y consent et, pour la première fois dans l'histoire de la série, embrasse une femme. C'est alors qu'ils sont encerclés par les Chinois et Spirou est assommé et capturé. Il se réveille dans une chambre auprès de Luna, en robe longue, qui lui avoue être Soupir-de-Jade. Incrédule, Spirou découvre finalement que le philtre d'amour est caché dans les lunettes noires, fabriquées à Hong Kong et truquées par Kuh-Pi-Dong, alias Jiu-Tcho-Sett l'ancien mage du Mandarin (voir Spirou à New-York). Tous les mafiosi en portent et elles donnent à Soupir-de-Jade l'apparence de la femme de leurs désirs.
Spirou est conduit sur le toit d'un gratte-ciel pour être précipité dans le vide. Il y est rejoint par Luna et Fantasio, également prisonniers des triades. Fantasio avait réussi à fausser compagnie à Raulo, son stupide gardien, mais s'était ensuite directement jeté dans la gueule du loup. Avant de devoir sauter, Luna demande des explications à Soupir-de-Jade. Celle-ci lui confie avoir élaboré ce stratagème par jalousie envers sa beauté et par vengeance envers son père, responsable de l'avoir défigurée quand elle n'était qu'une enfant. Le compte à rebours du collier arrivant à son terme, les prisonniers ont le choix entre faire le grand plongeon ou exploser. Spirou les entraîne alors dans le vide après avoir aperçu Cortizone, venu se positionner juste en dessous d'eux avec un petit dirigeable pour tenter de sauver sa fille.
Spirou transmet à Vito le secret du philtre et exige la clef du collier en échange. Mais le parrain est un peu ballonné et la clef n'est toujours pas ressortie. Luna révèle qu'elle avait volé un double qu'elle cache dans sa broche, avant de se rendre compte qu'on lui a arrachée. Alors que c'est la panique face à l'explosion imminente, tout le monde est sauvé grâce à Spip, qui avait récupéré la broche. Le dirigeable est cependant pris pour cible par des feux d'artifice tirés par les triades et, troué par une fusée, s'écrase dans la cour d'un commissariat, à la grande stupéfaction des policiers qui étaient justement en train de préparer un coup de filet contre la mafia. Vito Cortizone est arrêté et inculpé grâce aux aveux de son ancien lieutenant Raulo, repenti.
Plus tard, alors que les héros s'apprêtent à quitter New-York, un petit garçon vient rendre à Spirou son fameux calot de groom. C'est de la part de Luna, qui l'observe de loin. Spirou lui jette un dernier regard avant qu'elle ne parte. Il va prendre l'avion, elle s'en va faire évader son père.

### Personnages
- Spirou
- Fantasio
- Spip
- Don Vito Cortizone
- Luna Cortizone (première apparition)
- Raulo Calvino (première apparition)
- Kuh Pi Dong, alias Jiu Tcho Sett
- Soupir-de-Jade (première apparition)
- Anna, Silvia et Bomba (première apparition)
- Capitaine O'Minelli, NYPD (première apparition)

## Historique
L'album se place dans une certaine continuité avec Spirou à New-York (n° 39), publié huit ans plus tôt, dont il reprend le décor et le contexte (Manhattan et la lutte entre la mafia italienne de Vito Cortizone et les triades chinoises). Il innove cependant en introduisant plusieurs personnages féminins comme protagonistes essentiels de l'action et, pour la première fois dans l'histoire de la série, en en faisant des personnages sexués. Auparavant, les seules femmes à avoir côtoyé les aventures de Spirou et Fantasio, Seccotine (créée par Franquin en 1953) et Ororéa (créée par Fournier en 1972) — si l'on considère Cyanure, l'antagoniste principale de Qui arrêtera Cyanure ?, exclusivement comme un robot — exerçaient la même activité de reporter et n'entretenaient que des liens professionnels ou de camaraderie avec les héros. A contrario, dans Luna Fatale, les personnages féminins sont pour la plupart dans des rapports de séduction, sincères ou non, que ce soit Soupir-de-Jade avec les mafiosi, Anna et Silvia avec Fantasio ou Bomba et Luna avec Spirou. Bien que les auteurs craignaient des réactions de la part des lecteurs, en particulier avec la séquence du baiser entre Spirou et Luna, cette évolution a été bien reçue.
L'album se démarque également par une atmosphère plus noire et violente qui, tout en demeurant dans l'esprit des aventures de Spirou et Fantasio (le style graphique ne change pas et l'humour et les calembours restent très présents), préfigure la rupture radicale de l'opus suivant, Machine qui rêve.
Tome et Janry envisageaient de faire revenir Luna dans d'autres histoires de Spirou mais ils ont abandonné la série avant de concrétiser ce projet. Le personnage est repris dans la série télévisée d'animation mais est devenu une actrice de cinéma se faisant appeler Luna Fatale.

## Publication

### Revues
Les planches de Luna Fatale ont été prépubliées dans le Journal de Spirou du n° 2971 (22 mars 1995) au n° 2991 (9 août 1995).

### Album
La version album, le n° 45 de la série Spirou et Fantasio, a été publiée aux éditions Dupuis en septembre 1995.